# Szyce (Silésie)
Pour les articles homonymes, voir Szyce.
Szyce est une localité polonaise de la gmina de Pilica, située dans le powiat de Zawiercie en voïvodie de Silésie.